# Massimo Margiotta
Massimo Margiotta (Maracaibo, estado Zulia, Venezuela, 27 de julio de 1977) es un exfutbolista y dirigente deportivo venezolano que jugaba como delantero y su último equipo fue el Barletta de la Lega Pro Prima Divisione. Actualmente es el director del fútbol base del Hellas Verona de la Serie A de Italia.

## Biografía
Nació en Maracaibo y a los 15 años emigró a Italia.
En Europa lleva una racha envidiable entre Copa de la UEFA y Copa Intertoto 14 partidos 8 goles 4 goles con Udinese y 4 goles con Perugia jugando en Europa 604 minutos.

### Frosinone
El 30-7-2007 fue suspendido 4 meses. Tendrá que realizar trabajos sociales durante el tiempo de suspensión porque reconoció su culpabilidad, lo que redujo las multas, y pagar una multa de 15.000 euros (21.000 dólares) debido a que se involucró en juegos ilícitos donde arriesgaba dinero en diversos compromisos de la Liga profesional de Italia, algo penado por la nación europea. El 1-12-2007 volvió a los terrenos de juego después de la suspensión, disputando 13 minutos.

## Selección nacional
- Debutó en la Selección de fútbol de Venezuela en un partido amistoso disputado contra Australia el 18 de febrero de 2004 disputado en el estadio Estadio Olímpico de la UCV de Caracas con resultado de 1-1 gol de Juan Arango disputando los 90 min.
- Su primer gol con la Selección de fútbol de Venezuela y en una Copa América fue contra Perú el 9 de julio de 2004 disputado en el Estadio Nacional de Lima de Lima con resultado de 1-3 a favor de Perú, disputando los 32 minutos saliendo de la banca y marcando el gol en el minuto 74.º.
- Debutó en una Eliminatoria al Mundial contra Chile el 1 de junio de 2004 disputado en el estadio Polideportivo de Pueblo Nuevo de San Cristóbal con resultado de 0-1 a favor de Chile, disputando 45 minutos, entrando en el segundo tiempo.
- Debutó en Copa América contra Colombia el 7 de julio de 2004 disputado en el Estadio Nacional de Lima de Lima con resultado de 0-1 a favor de Colombia, disputando tan solo 31 minutos, saliendo de la banca, sustituyendo a Alexander Rondón.
- Lleva 2 goles con la Vinotinto anotados en la Copa América 2004 contra Perú y en un Amistoso contra Estonia.

### Participaciones en categorías menores de Italia
| Categoría   | Año       | Resultado        | PJ | Goles |
| ----------- | --------- | ---------------- | -- | ----- |
| Sub-18      | 1995      |                  | 4  | 2     |
| Sub-21      | 1998-2000 |                  | 8  | 1     |
| Sídney 2000 | 2000      | Cuartos de final | 4  | 0     |

### Partidos con Venezuela
| Detalle                  | Juegos | Goles |
| ------------------------ | ------ | ----- |
| Copa América             | 3      | 1     |
| Eliminatorias al Mundial | 4      | 0     |
| Amistosos                | 4      | 1     |
| Total                    | 11     | 2     |

### Participaciones en Copa América
| Copa América      | Sede | Resultado    | PJ | Goles |
| ----------------- | ---- | ------------ | -- | ----- |
| Copa América 2004 | Perú | Primera fase | 3  | 1     |

- En la Copa América del 2004 participó en los 3 partidos: Venezuela 0-1 Colombia saliendo de la banca 31 minutos, Venezuela 1-3 Perú saliendo de la banca 31 minutos y marco el único gol en el 73.º y Venezuela 1-1 Bolivia saliendo de titular y siendo sustituido en el 64.º y marcó Ruberth Morán en el 27.º el único tanto.

### Participaciones en Eliminatorias al Mundial
| Eliminatorias    | Resultado | PJ | Goles |
| ---------------- | --------- | -- | ----- |
| Eli.Mundial 2006 | 8.º Lugar | 4  | 0     |

## Clubes
| Club                | País                | Año                 | PJ  | Goles |
| ------------------- | ------------------- | ------------------- | --- | ----- |
| Pescara             | Italia              | 1994-1997           | 42  | 7     |
| Cosenza             | Italia              | 1997-1998           | 33  | 19    |
| Reggina             | Italia              | 1998-1999           | 18  | 10    |
| US Lecce            | Italia              | 1998-1999           | 19  | 7     |
| Udinese             | Italia              | 1999-2001           | 38  | 7     |
| Vicenza             | Italia              | 2001-2003           | 65  | 27    |
| Perugia             | Italia              | 2003                | 16  | 4     |
| Vicenza             | Italia              | 2004-2005           | 54  | 20    |
| Piacenza            | Italia              | 2005-2006           | 34  | 4     |
| Frosinone           | Italia              | 2006-2008           | 54  | 12    |
| Vicenza             | Italia              | 2008-2010           | 58  | 5     |
| Barletta 1922       | Italia              | 2010-2011           | 18  | 1     |
| Total en su carrera | Total en su carrera | Total en su carrera | 373 | 117   |

## Palmarés
Torneos internacionales
- Copa Intertoto de la UEFA (1): 2003